# Monsieur et Madame Denis
Monsieur et Madame Denis (título original en francés; en español, El señor y la señora Denis) es una opéra-comique en un acto con música de Jacques Offenbach y libreto en francés de Laurencin (Paul-Aimé Chapelle) y Michel Delaporte, estrenada en el año 1862. La obra se basó en un vodevil popular, e incluyó una "chacona" (tambiénb citada en la obertura) que se hizo famosa por derecho propio.

## Historia
Una "chanson de M et Mme Denis" de Marc-Antoine Désaugiers (1742–93) se hizo popular a finales de los siglos XVIII. Se incluyó por el Baron de Rougemont (Michel-Nicolas Balisson, 1781–1840) en su "tableau conjugal" Monsieur et Madame Denis interpretado por el Théâtre des Variétés en el año 1808. Más tarde los vodeviles de tema similar de Anicet y Delaporte y de Brazier y Simonnin también tuvieron éxito en la capital francesa.
Se estrenó el 11 de enero de 1862 en el Théâtre des Bouffes Parisiens, París, con Darcier y Simon debutando con la compañía. La obra más tarde fue de gira a Bruselas y se vio en el Theater am Franz-Josefs-Kai de Viena. La obra se vio en Hamburgo en mayo, en Berlín en junio y en Budapest de julio de 1862. La chacona se insertó posteriormente en otros espectáculos populares como un "vals obra mestra".
La obertura la ha grabado Hermann Scherchen dirigiendo a la Orquesta de la Ópera estatal de Viena y por Antonio de Almeida con la Orquesta Filarmonia. La chacona fue grabada en 2006 por Laura Claycomb como parte de una antoogía de Offenbach.
En las estadísticas de Operabase aparece con sólo una representación en el período 2005-2010. 